# Чемпіонат Європи з футболу 2024
Чемпіонат Європи з футболу 2024 року, або Євро-2024 (англ. 2024 UEFA European Football Championship, нім. Fußball-Europameisterschaft 2024) — 17-й чемпіонат Європи з футболу, який відбувався з 14 червня до 14 липня 2024 року в Німеччині.
Німеччину, як країну, що буде приймати турнір, виконком УЄФА обрав у вересні 2018 року на своєму засіданні. Для Німеччини це було третє проведення змагань: перше — у Західній Німеччині 1988 року, а друге — 2020 року, коли відбулись чотири матчі на мюнхенській Альянц-Арені. Однак це було вперше, коли змагання проводилося в колишній Східній Німеччині.
Італія захищала свій титул чемпіонів Європи.

## Обрання країни-господарки

### Вимоги до проведення турніру
9 грудня 2016 року були затверджені мінімальні вимоги до Євро-2024.
У турнірі візьмуть участь 24 команди. Для нього потрібні 10 стадіонів місткістю:
- один стадіон як мінімум на 60 тисяч глядачів (для фінального матчу);
- два стадіони як мінімум на 50 тисяч глядачів;
- три стадіони як мінімум на 40 тисяч глядачів;
- чотири стадіони як мінімум на 30 тисяч глядачів[3]

### Терміни подачі заявок
- 9 грудня 2016 — УЄФА офіційно запросила національні федерації брати участь у чемпіонаті;
- 3 березня 2017  — закінчення подачі заявок на Євро-2024;
- 10 березня 2017 — УЄФА офіційно називає претендентів на турнір;
- 27 квітня 2018 — закінчення подачі заявок після виконання додаткових вимог;
- Вересень 2018 — визначення країн, що будуть проводити Чемпіонат Європи з футболу 2024 року[4].

### Країни-претенденти
- Нідерланди  — 23 березня 2012 р. в Нідерландах анонсували можливість проведення Євро 2024. Адже 2000 року Нідерланди та Бельгія разом організували турнір[5]. Матчі могли б проходити у містах Роттердам (2 стадіони), Амстердам (2 стадіони), Ейндговен, Геренвен, Гронінген, Енсхеде, Арнем і Утрехт (понад 20000 кожна футбольна арена з можливістю розширення щонайменше до 30000).
- Естонія та  Росія — у грудні 2012 року повідомили про те, що Естонська футбольна асоціація веде переговори про можливість спільної заявки разом з Росією. Однак Росія приймала Чемпіонат світу з футболу 2018[6].
- Німеччина — першою виявила бажання провести Євро-2024 за 11 років до його проведення. Президент Німецького футбольного союзу Вольфганг Нірсбах заявив у липні 2013 року, що «Німеччина сама готова провести Чемпіонат Європи 2024 року»[7]. 20 січня 2017 року Федерація футболу Німеччини на зборах у Франкфурті ухвалила рішення взяти участь у боротьбі за проведення чемпіонату, про що розповів президент Німецького футбольного союзу Райнхард Гриндель[8].
- Туреччина — у квітні 2014 року Турецька футбольна федерація оголосила, що не буде претендувати на півфінал і фінал Чемпіонату Європи з футболу 2020 року, але планує підготовку для проведення Євро-2024[9].
- Данія,  Швеція,  Норвегія,  Фінляндія — федерації футболу Данії, Швеції, Норвегії та Фінляндії у березні 2016 року подали спільну заявку на проведення матчів Євро-2024 або Євро-2028[10]. Деякі матчі могли пройти на Фарерських островах і в Ісландії.

Також про бажання прийняти Євро-2024 заявили футбольні федерації Туреччини, Угорщини, Італії, Іспанії, Нідерландів, а також спільно Литва-Білорусь, Ірландія-Шотландія, Вірменія-Азербайджан, а також Україна — самостійно або зі залученням стадіонів у Польщі.

### Офіційні країни-претенденти
8 березня 2017 року УЄФА оголосила, що лише дві країни, Німеччина та Туреччина, заявили про свої наміри приймати турнір до закінчення строку 3 березня 2017 року.

### Обрання країни-господарки чемпіонату
У четвер 27 вересня 2018 року Виконавчий комітет Спілки європейських футбольних асоціацій (УЄФА) у Ньйоні провів засідання, на якому відбулися вибори країни, що буде проводити Євро-2024. Кандидатів було лише двоє — Німеччина та Туреччина. Більшість членів виконкому УЄФА (12) висловились за Німеччину, ще 4 — за Туреччину. Один утримався.
| Країна     | Голоси |
| ---------- | ------ |
| Німеччина  | 12     |
| Туреччина  | 4      |
| Утрималися | 1      |
| Разом      | 17     |

## Кваліфікація
Німеччина кваліфікувалася на турнір автоматично, як господарі. 23 інші місця будуть визначені у кваліфікаційному турнірі: 20 команд вийдуть напряму як переможці та другі місця 10 кваліфікаційних груп, тоді як три інші місця будуть визначені у плей-оф. Місця в плей-оф посядуть команди, які показали найкращі результати у Лізі націй УЄФА сезону 2022—2023 та не вийшли на турнір напряму через кваліфікацію. У серпні 2022 року УЄФА вирішила відсторонити збірну РФ від жеребкування відбіркового турніру Євро-2024 через російське вторгнення в Україну.
Жеребкування груп кваліфікаційного турніру Євро-2024 відбудеться 9 жовтня 2022 року у Фестгалле у Франкфурті-на-Майні. Груповий етап кваліфікації відбудеться з березня по листопад 2023 року, тоді як три шляхи плей-оф будуть проведені у березні 2024 року.

### Кваліфіковані команди
| Збірна     | Кваліфікувалась як        | Дата кваліфікації | Участі у фінальних турнірах                                                       |
| ---------- | ------------------------- | ----------------- | --------------------------------------------------------------------------------- |
| Німеччина  | Господар                  | 27 вересня 2018   | 13 (1972, 1976, 1980, 1984, 1988, 1992, 1996, 2000, 2004, 2008, 2012, 2016, 2020) |
| Бельгія    | Переможець групи F        | 13 жовтня 2023    | 6 (1972, 1980, 1984, 2000, 2016, 2020)                                            |
| Франція    | Переможець групи B        | 13 жовтня 2023    | 10 (1960, 1984, 1992, 1996, 2000, 2004, 2008, 2012, 2016, 2020)                   |
| Португалія | Переможець групи J        | 13 жовтня 2023    | 8 (1984, 1996, 2000, 2004, 2008, 2012, 2016, 2020)                                |
| Іспанія    | Переможець групи A        | 15 жовтня 2023    | 11 (1964, 1980, 1984, 1988, 1996, 2000, 2004, 2008, 2012, 2016, 2020)             |
| Шотландія  | Друге місце групи A       | 15 жовтня 2023    | 3 (1992, 1996, 2020)                                                              |
| Туреччина  | Переможець групи D        | 15 жовтня 2023    | 5 (1996, 2000, 2008, 2016, 2020)                                                  |
| Австрія    | Друге місце групи F       | 16 жовтня 2023    | 3 (2008, 2016, 2020)                                                              |
| Англія     | Переможець групи C        | 17 жовтня 2023    | 10 (1968, 1980, 1988, 1992, 1996, 2000, 2004, 2012, 2016, 2020)                   |
| Угорщина   | Переможець групи G        | 16 листопада 2023 | 4 (1964, 1972, 2016, 2020)                                                        |
| Словаччина | Друге місце групи J       | 16 листопада 2023 | 2 (2016, 2020)                                                                    |
| Албанія    | Переможець групи E        | 17 листопада 2023 | 1 (2016)                                                                          |
| Данія      | Переможець групи H        | 17 листопада 2023 | 9 (1964, 1984, 1988, 1992, 1996, 2000, 2004, 2012, 2020)                          |
| Нідерланди | Друге місце групи B       | 18 листопада 2023 | 10 (1976, 1980, 1988, 1992, 1996, 2000, 2004, 2008, 2012, 2020)                   |
| Румунія    | Переможець групи I        | 18 листопада 2023 | 5 (1984, 1996, 2000, 2008, 2016)                                                  |
| Швейцарія  | Друге місце групи I       | 18 листопада 2023 | 5 (1996, 2004, 2008, 2016, 2020)                                                  |
| Сербія     | Друге місце групи G       | 19 листопада 2023 | 5 (1960, 1968, 1976, 1984, 2000)                                                  |
| Чехія      | Друге місце групи E       | 20 листопада 2023 | 10 (1960, 1976, 1980, 1996, 2000, 2004, 2008, 2012, 2016, 2020)                   |
| Італія     | Друге місце групи C       | 20 листопада 2023 | 10 (1968, 1980, 1988, 1996, 2000, 2004, 2008, 2012, 2016, 2020)                   |
| Словенія   | Друге місце групи H       | 20 листопада 2023 | 1 (2000)                                                                          |
| Хорватія   | Друге місце групи D       | 21 листопада 2023 | 6 (1996, 2004, 2008, 2012, 2016, 2020)                                            |
| Грузія     | Переможець плей-оф шлях C | 26 березня 2024   | 0 (дебют)                                                                         |
| Україна    | Переможець плей-оф шлях B | 26 березня 2024   | 3 (2012, 2016, 2020)                                                              |
| Польща     | Переможець плей-оф шлях A | 26 березня 2024   | 4 (2008, 2012, 2016, 2020)                                                        |

1. ↑  Жирним вказана перемога на цьому турнірі. Курсивом вказано участь на турнірі як країна-господар на цьому турнірі.
2. ↑  З 1960 по 1988 роки Німеччина брала участь у чемпіонатах Європи як ФРН.
3. ↑  Це перший виступ Сербії на чемпіонаті Європи як самостійної збірної. Однак ФІФА вважає Сербію командою-спадкоємицею Югославії та СР Югославії, які п'ять разів проходили кваліфікацію.
4. ↑  З 1960 по 1980 Чехія виступала як Чехословаччина.

## Арени чемпіонату
У Німеччині збудовано багато стадіонів, які задовольняли вимогу УЄФА щодо мінімальної місткості в 30 000 місць для матчів чемпіонату Європи.
Матчі будуть проводитись на стадіонах у десяти містах. Дев'ять із них: Берлін, Мюнхен, Дортмунд, Гельзенкірхен, Штутгарт, Гамбург, Кельн, Лейпциг та Франкфурт-на-Майні приймали ігри на чемпіонаті світу з футболу 2006 року. В десятому місті Дюссельдорфі не грали 2006 року, але раніше він використовувався для Чемпіонату світу з футболу 1974 року та Євро-1988. Навпаки, Ганновер, Нюрнберг та Кайзерслаутерн, які приймали чемпіонат 2006 року, не будуть використовуватись 2024 року.
Не були відібрані Везерштадіон у Бремені (37 441 місце), Боруссія-Парк у Менхенгладбасі (46 249), Нідерзахсенштадіум у Ганновері (43 000), Макс-Морлок-Штадіон у Нюрнберзі (41 000) і Фріц-Вальтер-Штадіон у Кайзерслаутерні (46 000).
Для проведення чемпіонату планувалось залучити всі основні регіони Німеччини, але більшість місць проведення Євро-2024 — у мегаполісі Рейн-Рур у землі Північний Рейн-Вестфалія, 4 з 10 міст-господарів (Дортмунд, Дюссельдорф, Гельзенкірхен та Кельн) розташовані в західній частині Німеччини.
| Берлін               | Мюнхен                                                                                             | Дортмунд                                                                                           | Штутгарт           |
| -------------------- | -------------------------------------------------------------------------------------------------- | -------------------------------------------------------------------------------------------------- | ------------------ |
| Олімпійський стадіон | Альянц-Арена                                                                                       | Зігналь-Ідуна-Парк                                                                                 | МХП-Арена          |
| Місткість: 70,033    | Місткість: 66,026                                                                                  | Місткість: 61,524                                                                                  | Місткість: 50,998  |
|                      | | |                    |
| Гельзенкірхен        | Берлін Мюнхен Дортмунд Гельзенкірхен Штутгарт Гамбург Дюссельдорф Кельн Лейпциг Франкфурт-на-Майні | Берлін Мюнхен Дортмунд Гельзенкірхен Штутгарт Гамбург Дюссельдорф Кельн Лейпциг Франкфурт-на-Майні | Франкфурт-на-Майні |
| Фельтінс-Арена       | Берлін Мюнхен Дортмунд Гельзенкірхен Штутгарт Гамбург Дюссельдорф Кельн Лейпциг Франкфурт-на-Майні | Берлін Мюнхен Дортмунд Гельзенкірхен Штутгарт Гамбург Дюссельдорф Кельн Лейпциг Франкфурт-на-Майні | Дойче-банк-парк    |
| Місткість: 49,471    | Берлін Мюнхен Дортмунд Гельзенкірхен Штутгарт Гамбург Дюссельдорф Кельн Лейпциг Франкфурт-на-Майні | Берлін Мюнхен Дортмунд Гельзенкірхен Штутгарт Гамбург Дюссельдорф Кельн Лейпциг Франкфурт-на-Майні | Місткість: 48,057  |
|                      | Берлін Мюнхен Дортмунд Гельзенкірхен Штутгарт Гамбург Дюссельдорф Кельн Лейпциг Франкфурт-на-Майні | Берлін Мюнхен Дортмунд Гельзенкірхен Штутгарт Гамбург Дюссельдорф Кельн Лейпциг Франкфурт-на-Майні |                    |
| Гамбург              | Дюссельдорф                                                                                        | Кельн                                                                                              | Лейпциг            |
| Фолькспаркштадіон    | Меркур Шпіль-арена                                                                                 | Рейн Енергі Штадіон                                                                                | Ред Булл Арена     |
| Місткість: 50,215    | Місткість: 46,264                                                                                  | Місткість: 46,922                                                                                  | Місткість: 46,635  |
|                      | | |                    |

## Склади команд
Заявки збірних на турнір мають бути опубліковані до 7 червня 2024 року і містити від 23 до 26 гравців, включно із трьома воротарями.

## Груповий етап
Переможці груп, другі місця та чотири найкращі треті місця виходять в 1/8 фіналу.

### Критерії класифікації команд
У разі рівності очок двох або більше команд після завершення всіх матчів групового етапу застосовуються наступні критерії класифікації
1. найбільша кількість очок, набраних у очних зустрічах між командами;
2. найбільша різниця забитих і пропущених м'ячів у очних зустрічах між командами;
3. найбільша кількість забитих м'ячів у очних зустрічах між командами;
4. якщо після застосування критеріїв 1—3 команди все ще рівні за всіма вищезазначеними показниками (включаючи ситуацію, коли після застосування показників 1—3 для трьох команд з рівною кількістю очок одна з команд відрізняється від двох інших за вищезазначеними показниками, а дві інші рівні за ними), критерії 1—3 знову застосовуються щодо матчів між залишеними командами. Якщо це не визначає позиції команд, застосовуються критерії з 5-го по 10-й;
5. найбільша різниця забитих і пропущених м'ячів у всіх групових матчах;
6. найбільша кількість забитих м'ячів у всіх групових матчах;
7. найбільша кількість перемог у всіх групових матчах;
8. найменша кількість дисциплінарних очок фейр-плей (1 очко за жовту картку, 3 очки за червону картку, 3 очки за вилучення за дві жовті картки);
9. позиція команди в загальному рейтингу відбіркового турніру (відбір чемпіонату Європи 2024);
10. якщо в останньому раунді групового етапу дві команди, які мають рівну кількість очок і рівну кількість забитих і пропущених м'ячів, грають одна з одною, і матч завершується внічию, їх позиція визначається в серії післяматчевих пенальті (критерій не застосовується, якщо рівні показники у більш ніж двох команд).

Критерії класифікації найкращих команд, які зайняли треті місця
Чотири найкращі команди, які зайняли треті місця у своїх групах, що отримують право виходу в плей-оф, визначаються за наступними критеріями:
1. найбільша кількість очок, набраних у матчах групового етапу;
2. найбільша різниця забитих і пропущених м'ячів у матчах групового етапу;
3. найбільша кількість забитих м'ячів у матчах групового етапу;
4. кількість перемог у матчах групового етапу;
5. найменша кількість дисциплінарних очок фейр-плей (1 очко за жовту картку, 3 очки за червону картку, 3 очки за вилучення за дві жовті картки);
6. позиція команди в загальному рейтингу відбіркового турніру (відбір чемпіонату Європи 2024).

### Група A
| Поз | Команда       | І | В | Н | П | ГЗ | ГП | РГ | О | Кваліфікація       |
| --- | ------------- | - | - | - | - | -- | -- | -- | - | ------------------ |
| 1   | Німеччина (H) | 3 | 2 | 1 | 0 | 8  | 2  | +6 | 7 | Вихід в 1/8 фіналу |
| 2   | Швейцарія     | 3 | 1 | 2 | 0 | 5  | 3  | +2 | 5 | Вихід в 1/8 фіналу |
| 3   | Угорщина      | 3 | 1 | 0 | 2 | 2  | 5  | −3 | 3 |                    |
| 4   | Шотландія     | 3 | 0 | 1 | 2 | 2  | 7  | −5 | 1 |                    |

| 14 червня 2024 22:00 |

| Німеччина                                                                    | 5 – 1    | Шотландія          |
| ---------------------------------------------------------------------------- | -------- | ------------------ |
| - Віртц 10' - Мусіала 19' - Гаверц 45+1' (пен.) - Фюллькруг 68' - Джан 90+3' | Протокол | - Рюдігер 87' (аг) |

| Альянц-Арена, Мюнхен Глядачів: 65,052 Арбітр: Клеман Тюрпен (Франція) |

| 15 червня 2024 16:00 |

| Угорщина    | 1 – 3    | Швейцарія                              |
| ----------- | -------- | -------------------------------------- |
| - Варга 66' | Протокол | - Дуа 12' - Фройлер 45' - Емболо 90+3' |

| Рейн Енергі Штадіон, Кельн Глядачів: 41,676 Арбітр: Славко Винчич (Словенія) |

| 19 червня 2024 19:00 |

| Німеччина                    | 2 – 0    | Угорщина |
| ---------------------------- | -------- | -------- |
| - Мусіала 22' - Гюндоган 67' | Протокол |          |

| МХП-Арена, Штутгарт Глядачів: 54,000 Арбітр: Данні Маккелі (Нідерланди) |

| 19 червня 2024 22:00 |

| Шотландія        | 1 – 1    | Швейцарія    |
| ---------------- | -------- | ------------ |
| - Мактоміней 13' | Протокол | - Шачірі 26' |

| Рейн Енергі Штадіон, Кельн Глядачів: 42,711 Арбітр: Іван Кружляк (Словаччина) |

| 23 червня 2024 22:00 |

| Швейцарія  | 1 – 1    | Німеччина         |
| ---------- | -------- | ----------------- |
| - Ндоє 28' | Протокол | - Фюллькруг 90+2' |

| Дойче-банк-парк, Франкфурт-на-Майні Глядачів: 46,685 Арбітр: Даніеле Орсато (Італія) |

| 23 червня 2024 22:00 |

| Шотландія | 0 – 1    | Угорщина       |
| --------- | -------- | -------------- |
|           | Протокол | - Чобот 90+10' |

| МХП-Арена, Штутгарт Глядачів: 54,000 Арбітр: Факундо Тельйо (Аргентина) |

### Група B
| Поз | Команда  | І | В | Н | П | ГЗ | ГП | РГ | О | Кваліфікація       |
| --- | -------- | - | - | - | - | -- | -- | -- | - | ------------------ |
| 1   | Іспанія  | 3 | 3 | 0 | 0 | 5  | 0  | +5 | 9 | Вихід в 1/8 фіналу |
| 2   | Італія   | 3 | 1 | 1 | 1 | 3  | 3  | 0  | 4 | Вихід в 1/8 фіналу |
| 3   | Хорватія | 3 | 0 | 2 | 1 | 3  | 6  | −3 | 2 |                    |
| 4   | Албанія  | 3 | 0 | 1 | 2 | 3  | 5  | −2 | 1 |                    |

| 15 червня 2024 19:00 |

| Іспанія                                   | 3 – 0    | Хорватія |
| ----------------------------------------- | -------- | -------- |
| - Мората 29' - Руїс 32' - Карвахаль 45+2' | Протокол |          |

| Олімпійський стадіон, Берлін Глядачів: 68,844 Арбітр: Майкл Олівер (Англія) |

| 15 червня 2024 22:00 |

| Італія                      | 2 – 1    | Албанія      |
| --------------------------- | -------- | ------------ |
| - Бастоні 11' - Барелла 16' | Протокол | - Байрамі 1' |

| Зігналь-Ідуна-Парк, Дортмунд Глядачів: 60,512 Арбітр: Фелікс Цваєр (Німеччина) |

| 19 червня 2024 16:00 |

| Хорватія                         | 2 – 2    | Албанія                   |
| -------------------------------- | -------- | ------------------------- |
| - Крамарич 74' - Гясула 76' (аг) | Протокол | - Лачі 11' - Гясула 90+5' |

| Фолькспаркштадіон, Гамбург Глядачів: 46,784 Арбітр: Франсуа Летексьє (Франція) |

| 20 червня 2024 22:00 |

| Іспанія              | 1 – 0    | Італія |
| -------------------- | -------- | ------ |
| - Калафіорі 54' (аг) | Протокол |        |

| Фельтінс-Арена, Гельзенкірхен Глядачів: 49,528 Арбітр: Славко Винчич (Словенія) |

| 24 червня 2024 22:00 |

| Албанія | 0 – 1    | Іспанія      |
| ------- | -------- | ------------ |
|         | Протокол | - Торрес 13' |

| Меркур Шпіль-арена, Дюссельдорф Глядачів: 46,586 Арбітр: Гленн Нюберг (Швеція) |

| 24 червня 2024 22:00 |

| Хорватія     | 1 – 1    | Італія            |
| ------------ | -------- | ----------------- |
| - Модрич 55' | Протокол | - Дзакканьї 90+8' |

| Ред Булл Арена, Лейпциг Глядачів: 38,322 Арбітр: Данні Маккелі (Нідерланди) |

### Група C
| Поз | Команда  | І | В | Н | П | ГЗ | ГП | РГ | О | Кваліфікація       |
| --- | -------- | - | - | - | - | -- | -- | -- | - | ------------------ |
| 1   | Англія   | 3 | 1 | 2 | 0 | 2  | 1  | +1 | 5 | Вихід в 1/8 фіналу |
| 2   | Данія    | 3 | 0 | 3 | 0 | 2  | 2  | 0  | 3 | Вихід в 1/8 фіналу |
| 3   | Словенія | 3 | 0 | 3 | 0 | 2  | 2  | 0  | 3 | Вихід в 1/8 фіналу |
| 4   | Сербія   | 3 | 0 | 2 | 1 | 1  | 2  | −1 | 2 |                    |

1. 1 2  Очки фейр-плей: Данія –6, Словенія –7.

| 16 червня 2024 19:00 |

| Словенія   | 1 – 1    | Данія         |
| ---------- | -------- | ------------- |
| - Янжа 77' | Протокол | - Еріксен 17' |

| МХП-Арена, Штутгарт Глядачів: 54,000 Арбітр: Сандро Шерер (Швейцарія) |

| 16 червня 2024 22:00 |

| Сербія | 0 – 1    | Англія          |
| ------ | -------- | --------------- |
|        | Протокол | - Беллінгем 13' |

| Фельтінс-Арена, Гельзенкірхен Глядачів: 48,953 Арбітр: Даніеле Орсато (Італія) |

| 20 червня 2024 16:00 |

| Словенія        | 1 – 1    | Сербія        |
| --------------- | -------- | ------------- |
| - Карнічник 69' | Протокол | - Йович 90+5' |

| Альянц-Арена, Мюнхен Глядачів: 63,028 Арбітр: Іштван Ковач (Румунія) |

| 20 червня 2024 19:00 |

| Данія         | 1 – 1    | Англія     |
| ------------- | -------- | ---------- |
| - Юльманн 34' | Протокол | - Кейн 18' |

| Дойче-банк-парк, Франкфурт-на-Майні Глядачів: 46,177 Арбітр: Артур Соареш Діаш (Португалія) |

| 25 червня 2024 22:00 |

| Англія | 0 – 0    | Словенія |
| ------ | -------- | -------- |
|        | Протокол |          |

| Рейн Енергі Штадіон, Кельн Глядачів: 41,536 Арбітр: Клеман Тюрпен (Франція) |

| 25 червня 2024 22:00 |

| Данія | 0 – 0    | Сербія |
| ----- | -------- | ------ |
|       | Протокол |        |

| Альянц-Арена, Мюнхен Глядачів: 64,288 Арбітр: Франсуа Летексьє (Франція) |

### Група D
| Поз | Команда    | І | В | Н | П | ГЗ | ГП | РГ | О | Кваліфікація       |
| --- | ---------- | - | - | - | - | -- | -- | -- | - | ------------------ |
| 1   | Австрія    | 3 | 2 | 0 | 1 | 6  | 4  | +2 | 6 | Вихід в 1/8 фіналу |
| 2   | Франція    | 3 | 1 | 2 | 0 | 2  | 1  | +1 | 5 | Вихід в 1/8 фіналу |
| 3   | Нідерланди | 3 | 1 | 1 | 1 | 4  | 4  | 0  | 4 | Вихід в 1/8 фіналу |
| 4   | Польща     | 3 | 0 | 1 | 2 | 3  | 6  | −3 | 1 |                    |

| 16 червня 2024 16:00 |

| Польща      | 1 – 2    | Нідерланди                 |
| ----------- | -------- | -------------------------- |
| - Букса 16' | Протокол | - Гакпо 29' - Веггорст 83' |

| Фолькспаркштадіон, Гамбург Глядачів: 48,117 Арбітр: Артур Соареш Діаш (Португалія) |

| 17 червня 2024 22:00 |

| Австрія | 0 – 1    | Франція          |
| ------- | -------- | ---------------- |
|         | Протокол | - Вебер 38' (аг) |

| Меркур Шпіль-арена, Дюссельдорф Глядачів: 46,425 Арбітр: Хесус Хіль Мансано (Іспанія) |

| 21 червня 2024 19:00 |

| Польща        | 1 – 3    | Австрія                                                |
| ------------- | -------- | ------------------------------------------------------ |
| - Пйонтек 30' | Протокол | - Траунер 9' - Баумгартнер 66' - Арнаутович 78' (пен.) |

| Олімпійський стадіон, Берлін Глядачів: 69,455 Арбітр: Халіл Умут Мелер (Туреччина) |

| 21 червня 2024 22:00 |

| Нідерланди | 0 – 0    | Франція |
| ---------- | -------- | ------- |
|            | Протокол |         |

| Ред Булл Арена, Лейпциг Глядачів: 38,531 Арбітр: Ентоні Тейлор (Англія) |

| 25 червня 2024 19:00 |

| Нідерланди              | 2 – 3    | Австрія                                   |
| ----------------------- | -------- | ----------------------------------------- |
| - Гакпо 47' - Депай 75' | Протокол | - Мален 6' (аг) - Шмід 59' - Забітцер 80' |

| Олімпійський стадіон, Берлін Глядачів: 68,363 Арбітр: Іван Кружляк (Словаччина) |

| 25 червня 2024 19:00 |

| Франція             | 1 – 1    | Польща                     |
| ------------------- | -------- | -------------------------- |
| - Мбаппе 56' (пен.) | Протокол | - Левандовський 79' (пен.) |

| Зігналь-Ідуна-Парк, Дортмунд Глядачів: 59,728 Арбітр: Марко Гвіда (Італія) |

### Група E
| Поз | Команда    | І | В | Н | П | ГЗ | ГП | РГ | О | Кваліфікація       |
| --- | ---------- | - | - | - | - | -- | -- | -- | - | ------------------ |
| 1   | Румунія    | 3 | 1 | 1 | 1 | 4  | 3  | +1 | 4 | Вихід в 1/8 фіналу |
| 2   | Бельгія    | 3 | 1 | 1 | 1 | 2  | 1  | +1 | 4 | Вихід в 1/8 фіналу |
| 3   | Словаччина | 3 | 1 | 1 | 1 | 3  | 3  | 0  | 4 | Вихід в 1/8 фіналу |
| 4   | Україна    | 3 | 1 | 1 | 1 | 2  | 4  | −2 | 4 |                    |

| 17 червня 2024 16:00 |

| Румунія                         | 3 – 0    | Україна |
| ------------------------------- | -------- | ------- |
| Станчу 29' Марін 53' Дрегуш 57' | Протокол |         |

| Альянц-Арена, Мюнхен Глядачів: 61,591 Арбітр: Гленн Нюберг (Швеція) |

| 17 червня 2024 19:00 |

| Бельгія | 0 – 1    | Словаччина |
| ------- | -------- | ---------- |
|         | Протокол | - Шранц 7' |

| Дойче-банк-парк, Франкфурт-на-Майні Глядачів: 45,181 Арбітр: Халіл Умут Мелер (Туреччина) |

| 21 червня 2024 16:00 |

| Словаччина  | 1 – 2    | Україна                       |
| ----------- | -------- | ----------------------------- |
| - Шранц 17' | Протокол | - Шапаренко 54' - Яремчук 80' |

| Меркур Шпіль-арена, Дюссельдорф Глядачів: 43,910 Арбітр: Майкл Олівер (Англія) |

| 22 червня 2024 22:00 |

| Бельгія                       | 2 – 0    | Румунія |
| ----------------------------- | -------- | ------- |
| - Тілеманс 2' - Де Брейне 80' | Протокол |         |

| Рейн Енергі Штадіон, Кельн Глядачів: 42,535 Арбітр: Шимон Марциняк (Польща) |

| 26 червня 2024 19:00 |

| Словаччина | 1 – 1    | Румунія               |
| ---------- | -------- | --------------------- |
| - Дуда 24' | Протокол | - Р. Марін 37' (пен.) |

| Дойче-банк-парк, Франкфурт-на-Майні Глядачів: 45,033 Арбітр: Даніель Зіберт (Німеччина) |

| 26 червня 2024 19:00 |

| Україна | 0 – 0    | Бельгія |
| ------- | -------- | ------- |
|         | Протокол |         |

| МХП-Арена, Штутгарт Глядачів: 54,000 Арбітр: Ентоні Тейлор (Англія) |

### Група F
| Поз | Команда    | І | В | Н | П | ГЗ | ГП | РГ | О | Кваліфікація       |
| --- | ---------- | - | - | - | - | -- | -- | -- | - | ------------------ |
| 1   | Португалія | 3 | 2 | 0 | 1 | 5  | 3  | +2 | 6 | Вихід в 1/8 фіналу |
| 2   | Туреччина  | 3 | 2 | 0 | 1 | 5  | 5  | 0  | 6 | Вихід в 1/8 фіналу |
| 3   | Грузія     | 3 | 1 | 1 | 1 | 4  | 4  | 0  | 4 | Вихід в 1/8 фіналу |
| 4   | Чехія      | 3 | 0 | 1 | 2 | 3  | 5  | −2 | 1 |                    |

| 18 червня 2024 19:00 |

| Туреччина                                   | 3 – 1    | Грузія           |
| ------------------------------------------- | -------- | ---------------- |
| - Мюлдюр 25' - Гюлер 65' - Актюркоглу 90+7' | Протокол | - Мікаутадзе 32' |

| Зігналь-Ідуна-Парк, Дортмунд Глядачів: 59,127 Арбітр: Факундо Тельйо (Аргентина) |

| 18 червня 2024 22:00 |

| Португалія                          | 2 – 1    | Чехія        |
| ----------------------------------- | -------- | ------------ |
| - Гранач 69' (аг) - Консейсан 90+2' | Протокол | - Провод 62' |

| Ред Булл Арена, Лейпциг Глядачів: 38,421 Арбітр: Марко Гвіда (Італія) |

| 22 червня 2024 16:00 |

| Грузія                    | 1 – 1    | Чехія     |
| ------------------------- | -------- | --------- |
| - Мікаутадзе 45+4' (пен.) | Протокол | - Шик 59' |

| Фолькспаркштадіон, Гамбург Глядачів: 46,524 Арбітр: Даніель Зіберт (Німеччина) |

| 22 червня 2024 19:00 |

| Туреччина | 0 – 3    | Португалія                                     |
| --------- | -------- | ---------------------------------------------- |
|           | Протокол | - Сілва 21' - Акайдін 28' (аг) - Фернандіш 56' |

| Зігналь-Ідуна-Парк, Дортмунд Глядачів: 61,047 Арбітр: Фелікс Цваєр (Німеччина) |

| 26 червня 2024 22:00 |

| Грузія                                   | 2 – 0    | Португалія |
| ---------------------------------------- | -------- | ---------- |
| - Кварацхелія 2' - Мікаутадзе 57' (пен.) | Протокол |            |

| Фельтінс-Арена, Гельзенкірхен Глядачів: 49,616 Арбітр: Сандро Шерер (Швейцарія) |

| 26 червня 2024 22:00 |

| Чехія        | 1 – 2    | Туреччина                      |
| ------------ | -------- | ------------------------------ |
| - Соучек 66' | Протокол | - Чалханоглу 51' - Тосун 90+4' |

| Фолькспаркштадіон, Гамбург Глядачів: 47,683 Арбітр: Іштван Ковач (Румунія) |

### Рейтинг третіх команд
| Поз | Груп | Команда    | І | В | Н | П | ГЗ | ГП | РГ | О | Кваліфікація       |
| --- | ---- | ---------- | - | - | - | - | -- | -- | -- | - | ------------------ |
| 1   | D    | Нідерланди | 3 | 1 | 1 | 1 | 4  | 4  | 0  | 4 | Вихід в 1/8 фіналу |
| 2   | F    | Грузія     | 3 | 1 | 1 | 1 | 4  | 4  | 0  | 4 | Вихід в 1/8 фіналу |
| 3   | E    | Словаччина | 3 | 1 | 1 | 1 | 3  | 3  | 0  | 4 | Вихід в 1/8 фіналу |
| 4   | C    | Словенія   | 3 | 0 | 3 | 0 | 2  | 2  | 0  | 3 | Вихід в 1/8 фіналу |
| 5   | A    | Угорщина   | 3 | 1 | 0 | 2 | 2  | 5  | −3 | 3 |                    |
| 6   | B    | Хорватія   | 3 | 0 | 2 | 1 | 3  | 6  | −3 | 2 |                    |

1. 1 2  Дисциплінарні очки: Нідерланди −2, Грузія −6.

## Плей-оф
Плей-оф розпочнеться після закінчення групового етапу. Він проводиться за олімпійською системою з вибуванням команд, які програли. Якщо матч на цьому етапі закінчується внічию після 90 хвилин основного часу, призначається додатковий час (два тайми по 15 хвилин кожен). Якщо і після завершення додаткового часу рахунок залишається рівним, то переможець матчу визначається у серії післяматчевих пенальті.
Матч за третє місце не відбувається (подібні матчі востаннє проводилися у 1980 році).
Можливі комбінації матчів 1/8 фіналу за участю команд, які зайняли третє місце у груповому етапі, залежать від конкретних груп, з яких кваліфікуються чотири найкращі команди, що зайняли третє місце.

### Турнірна сітка
|  | 1/8 фіналу                | 1/8 фіналу            |                     |       | 1/4 фіналу | 1/4 фіналу |  |  | 1/2 фіналу | 1/2 фіналу |  |  | Фінал | Фінал |
|  |                           |                       |                     |       |            |            |  |  |            |            |  |  |       |       |
|  | 30 червня – Кельн         |                       |                     |       |            |            |  |  |            |            |  |  |       |       |
|  |                           |                       |                     |       |            |            |  |  |            |            |  |  |       |       |
|  | Іспанія                   | 4                     |                     |       |            |            |  |  |            |            |  |  |       |       |
|  | Іспанія                   | 4                     | 5 липня – Штутгарт  |       |            |            |  |  |            |            |  |  |       |       |
|  | Грузія                    | 1                     |                     |       |            |            |  |  |            |            |  |  |       |       |
|  | Грузія                    | 1                     | Іспанія (дч)        | 2     |            |            |  |  |            |            |  |  |       |       |
|  | 29 червня – Дортмунд      |                       | Іспанія (дч)        | 2     |            |            |  |  |            |            |  |  |       |       |
|  |                           | Німеччина             | 1                   |       |            |            |  |  |            |            |  |  |       |       |
|  | Німеччина                 | Німеччина             | 1                   | 2     |            |            |  |  |            |            |  |  |       |       |
|  | Німеччина                 |                       | 9 липня – Мюнхен    | 2     |            |            |  |  |            |            |  |  |       |       |
|  | Данія                     | 0                     |                     |       |            |            |  |  |            |            |  |  |       |       |
|  | Данія                     | 0                     | Іспанія             | 2     |            |            |  |  |            |            |  |  |       |       |
|  | 1 липня – Франкфурт       |                       | Іспанія             | 2     |            |            |  |  |            |            |  |  |       |       |
|  |                           | Франція               | 1                   |       |            |            |  |  |            |            |  |  |       |       |
|  | Португалія (пен.)         | Франція               | 1                   | 0 (3) |            |            |  |  |            |            |  |  |       |       |
|  | Португалія (пен.)         | 5 липня – Гамбург     |                     | 0 (3) |            |            |  |  |            |            |  |  |       |       |
|  | Словенія                  | 0 (0)                 |                     |       |            |            |  |  |            |            |  |  |       |       |
|  | Словенія                  | 0 (0)                 | Португалія          | 0 (3) |            |            |  |  |            |            |  |  |       |       |
|  | 1 липня – Дюссельдорф     |                       | Португалія          | 0 (3) |            |            |  |  |            |            |  |  |       |       |
|  |                           | Франція (пен.)        | 0 (5)               |       |            |            |  |  |            |            |  |  |       |       |
|  | Франція                   | Франція (пен.)        | 0 (5)               | 1     |            |            |  |  |            |            |  |  |       |       |
|  | Франція                   |                       | 14 липня – Берлін   | 1     |            |            |  |  |            |            |  |  |       |       |
|  | Бельгія                   | 0                     |                     |       |            |            |  |  |            |            |  |  |       |       |
|  | Бельгія                   | 0                     | Іспанія             | 2     |            |            |  |  |            |            |  |  |       |       |
|  | 2 липня – Мюнхен          |                       | Іспанія             | 2     |            |            |  |  |            |            |  |  |       |       |
|  |                           | Англія                | 1                   |       |            |            |  |  |            |            |  |  |       |       |
|  | Румунія                   | Англія                | 1                   | 0     |            |            |  |  |            |            |  |  |       |       |
|  | Румунія                   | 6 липня – Берлін      |                     | 0     |            |            |  |  |            |            |  |  |       |       |
|  | Нідерланди                | 3                     |                     |       |            |            |  |  |            |            |  |  |       |       |
|  | Нідерланди                | 3                     | Нідерланди          | 2     |            |            |  |  |            |            |  |  |       |       |
|  | 2 липня – Лейпциг         |                       | Нідерланди          | 2     |            |            |  |  |            |            |  |  |       |       |
|  |                           | Туреччина             | 1                   |       |            |            |  |  |            |            |  |  |       |       |
|  | Австрія                   | Туреччина             | 1                   | 1     |            |            |  |  |            |            |  |  |       |       |
|  | Австрія                   |                       | 10 липня – Дортмунд | 1     |            |            |  |  |            |            |  |  |       |       |
|  | Туреччина                 | 2                     |                     |       |            |            |  |  |            |            |  |  |       |       |
|  | Туреччина                 | 2                     | Нідерланди          | 1     |            |            |  |  |            |            |  |  |       |       |
|  | 30 червня – Гельзенкірхен |                       | Нідерланди          | 1     |            |            |  |  |            |            |  |  |       |       |
|  |                           | Англія                | 2                   |       |            |            |  |  |            |            |  |  |       |       |
|  | Англія (дч)               | Англія                | 2                   | 2     |            |            |  |  |            |            |  |  |       |       |
|  | Англія (дч)               | 6 липня – Дюссельдорф |                     | 2     |            |            |  |  |            |            |  |  |       |       |
|  | Словаччина                | 1                     |                     |       |            |            |  |  |            |            |  |  |       |       |
|  | Словаччина                | 1                     | Англія (пен.)       | 1 (5) |            |            |  |  |            |            |  |  |       |       |
|  | 29 червня – Берлін        |                       | Англія (пен.)       | 1 (5) |            |            |  |  |            |            |  |  |       |       |
|  |                           | Швейцарія             | 1 (3)               |       |            |            |  |  |            |            |  |  |       |       |
|  | Швейцарія                 | Швейцарія             | 1 (3)               | 2     |            |            |  |  |            |            |  |  |       |       |
|  | Швейцарія                 |                       |                     | 2     |            |            |  |  |            |            |  |  |       |       |
|  | Італія                    | 0                     |                     |       |            |            |  |  |            |            |  |  |       |       |
|  | Італія                    | 0                     |                     |       |            |            |  |  |            |            |  |  |       |       |

### 1/8 фіналу
| 29 червня 2024 19:00 |

| Швейцарія                  | 2 – 0    | Італія |
| -------------------------- | -------- | ------ |
| - Фройлер 37' - Варгас 46' | Протокол |        |

| Олімпійський стадіон, Берлін Глядачів: 68,172 Арбітр: Шимон Марциняк (Польща) |

| 29 червня 2024 22:00 |

| Німеччина                         | 2 – 0    | Данія |
| --------------------------------- | -------- | ----- |
| - Гаверц 53' (пен.) - Мусіала 68' | Протокол |       |

| Зігналь-Ідуна-Парк, Дортмунд Глядачів: 61,612 Арбітр: Майкл Олівер (Англія) |

| 30 червня 2024 19:00 |

| Англія                       | 2 – 1 (дч) | Словаччина |
| ---------------------------- | ---------- | ---------- |
| - Беллінгем 90+5' - Кейн 91' | Протокол   | Шранц 25'  |

| Фельтінс-Арена, Гельзенкірхен Глядачів: 47,244 Арбітр: Халіл Умут Мелер (Туреччина) |

| 30 червня 2024 22:00 |

| Іспанія                                          | 4 – 1    | Грузія               |
| ------------------------------------------------ | -------- | -------------------- |
| - Родрі 39' - Руїс 51' - Вільямс 75' - Ольмо 83' | Протокол | - Ле Норман 18' (аг) |

| Рейн Енергі Штадіон, Кельн Глядачів: 42,233 Арбітр: Майкл Олівер (Франція) |

| 1 липня 2024 19:00 |

| Франція              | 1 – 0    | Бельгія |
| -------------------- | -------- | ------- |
| - Вертонген 85' (аг) | Протокол |         |

| Меркур Шпіль-арена, Дюссельдорф Глядачів: 46,810 Арбітр: Гленн Нюберг (Швеція) |

| 1 липня 2024 22:00 |

| Португалія                       | 0 – 0    | Словенія                      |
| -------------------------------- | -------- | ----------------------------- |
|                                  | Протокол |                               |
|                                  | Пенальті |                               |
| - Роналду - Фернандіш - Б. Сілва | 3–0      | - Іличич - Балковець - Вербич |

| Дойче-банк-парк, Франкфурт-на-Майні Глядачів: 46,576 Арбітр: Даніеле Орсато (Італія) |

| 2 липня 2024 19:00 |

| Румунія | 0 – 3    | Нідерланди                     |
| ------- | -------- | ------------------------------ |
|         | Протокол | - Гакпо 20' - Мален 83', 90+3' |

| Альянц-Арена, Мюнхен Глядачів: 65,012 Арбітр: Фелікс Цваєр (Німеччина) |

| 2 липня 2024 22:00 |

| Австрія        | 1 – 2    | Туреччина         |
| -------------- | -------- | ----------------- |
| - Грегорич 66' | Протокол | - Демірал 1', 59' |

| Ред Булл Арена, Лейпциг Глядачів: 38,305 Арбітр: Артур Соареш Діаш (Португалія) |

### 1/4 фіналу
| 5 липня 2024 19:00 |

| Іспанія                   | 2 – 1 (дч) | Німеччина   |
| ------------------------- | ---------- | ----------- |
| - Ольмо 51' - Меріно 119' | Протокол   | - Віртц 89' |

| МХП-Арена, Штутгарт Глядачів: 54,000 Арбітр: Ентоні Тейлор (Англія) |

| 5 липня 2024 21:00 |

| Португалія                             | 0 – 0    | Франція                                         |
| -------------------------------------- | -------- | ----------------------------------------------- |
|                                        | Протокол |                                                 |
|                                        | Пенальті |                                                 |
| - Роналду - Б. Сілва - Фелікс - Мендіш | 3–5      | - Дембеле - Фофана - Кунде - Баркола - Ернандес |

| Фолькспаркштадіон, Гамбург Глядачів: 47,789 Арбітр: Майкл Олівер (Англія) |

| 6 липня 2024 18:00 |

| Англія                                                   | 1 – 1    | Швейцарія                         |
| -------------------------------------------------------- | -------- | --------------------------------- |
| - Сака 80'                                               | Протокол | - Емболо 75'                      |
|                                                          | Пенальті |                                   |
| - Палмер - Беллінгем - Сака - Тоуні - Александер-Арнольд | 5–3      | - Аканджі - Шер - Шачірі - Амдуні |

| Меркур Шпіль-арена, Дюссельдорф Глядачів: 46,907 Арбітр: Даніеле Орсато (Італія) |

| 6 липня 2024 22:00 |

| Нідерланди                      | 2 – 1    | Туреччина     |
| ------------------------------- | -------- | ------------- |
| - де Врей 70' - Мюлдюр 76' (аг) | Протокол | - Акайдін 35' |

| Олімпійський стадіон, Берлін Глядачів: 70,091 Арбітр: Клеман Тюрпен (Франція) |

### 1/2 фіналу
| 9 липня 2024 22:00 |

| Іспанія                 | 2 — 1    | Франція         |
| ----------------------- | -------- | --------------- |
| - Ямаль 21' - Ольмо 25' | Протокол | - Коло Муані 9' |

| Альянц-Арена, Мюнхен Глядачів: 62,042 Арбітр: Славко Винчич (Словенія) |

| 10 липня 2024 22:00 |

| Нідерланди  | 1 — 2    | Англія                            |
| ----------- | -------- | --------------------------------- |
| - Сімонс 7' | Протокол | - Кейн 18' (пен.) - Воткінс 90+1' |

| Зігналь-Ідуна-Парк, Дортмунд Глядачів: 60,926 Арбітр: Фелікс Цваєр (Німеччина) |

### Фінал
| 14 липня 2024 22:00 |

| Іспанія                       | 2 — 1    | Англія     |
| ----------------------------- | -------- | ---------- |
| - Вільямс 47' - Оярсабаль 86' | Протокол | Палмер 73' |

| Олімпійський стадіон, Берлін Глядачів: 65,600 Арбітр: Франсуа Летексьє (Франція) |

## Статистика

### Бомбардири
3 голи
- Гаррі Кейн
- Жорж Мікаутадзе
- Дані Ольмо
- Джамал Мусіала
- Коді Гакпо
- Іван Шранц

2 голи
- Джуд Беллінгем
- Фабіан Руїс
- Флоріан Віртц
- Кай Гаверц
- Ніклас Фюллькруг
- Доніелл Мален
- Резван Марін
- Меріх Демірал
- Брель Емболо

1 гол
- Марко Арнаутович
- Крістоф Баумгартнер
- Міхаель Грегорич
- Марсель Забітцер
- Гернот Траунер
- Романо Шмід
- Оллі Воткінс
- Букайо Сака
- Недім Байрамі
- Клаус Гясула
- Казім Лачі
- Кевін Де Брейне
- Юрі Тілеманс
- Крістіан Еріксен
- Мортен Юльманн
- Хвіча Кварацхелія
- Ніко Вільямс
- Родріго Ернандес
- Данієль Карвахаль
- Мікель Меріно
- Альваро Мората
- Ферран Торрес
- Ламін Ямаль
- Ніколо Барелла
- Алессандро Бастоні
- Маттія Дзакканьї
- Ваут Веггорст
- Стефан де Врей
- Мемфіс Депай
- Хаві Сімонс
- Ілкай Гюндоган
- Емре Джан
- Адам Букса
- Роберт Левандовський
- Кшиштоф Пйонтек
- Франсішку Консейсан
- Бернарду Сілва
- Бруну Фернандіш
- Ніколає Станчу
- Денис Дрегуш
- Лука Йович
- Ондрей Дуда
- Ерік Янжа
- Жан Карнічник
- Самет Акайдін
- Керем Актюркоглу
- Арда Гюлер
- Мерт Мюлдюр
- Хакан Чалханоглу
- Дженк Тосун
- Барнабаш Варга
- Кевін Чобот
- Микола Шапаренко
- Роман Яремчук
- Кіліан Мбаппе
- Рандаль Коло Муані
- Андрей Крамарич
- Лука Модрич
- Лукаш Провод
- Патрік Шик
- Томаш Соучек
- Рубен Варгас
- Квадво Дуа
- Мішель Ебішер
- Дан Ндоє
- Джердан Шачірі
- Ремо Фройлер
- Скотт Мактоміней

1 автогол
- Доніелл Мален (проти Австрії)
- Максіміліан Вебер (проти Франції)
- Клаус Гясула (проти Хорватії)
- Робен Ле Норман (проти Грузії)
- Ріккардо Калафіорі (проти Іспанії)
- Антоніо Рюдігер (проти Шотландії)
- Самет Акайдін (проти Португалії)
- Мерт Мюлдюр (проти Нідерландів)
- Робін Гранач (проти Португалії)
- Ян Вертонген (проти Франції)

## Транслятори
В Україні офіційним транслятором матчів є медіасервіс Megogo, а також регіональні канали Суспільного (лише в мережі DVB-T2, кабельному телебаченні та IPTV).